# Gino Iorgulescu
Gino Iorgulescu (Giurgiu, 15 maggio 1956) è un ex calciatore rumeno, di ruolo difensore.

## Palmarès
- Coppa dei Balcani per club: 1

Sportul Studențesc: 1979